# اولریش موهه
اولریش موهه (انگلیسی: Ulrich Mühe؛ ۲۰ ژوئن ۱۹۵۳ – ۲۲ ژوئیهٔ ۲۰۰۷) هنرپیشه اهل آلمان بود. وی بین سال‌های ۱۹۷۹ تا ۲۰۰۷ میلادی فعالیت می‌کرد.
پس از ترک مدرسه، موهه به عنوان کارگر ساختمانی و نگهبان مرزی در دیوار برلین مشغول به کار شد. خود در گفتگوی رسانه ای نمایش فیلم زندگی دیگران،  اذعان داشته که همان چند ماه نگهبانی مرزی موجب روی آوردن وی به سیاست شده است . موهه سپس به بازیگری روی آورد و از اواخر دهه ۱۹۷۰ تا دهه ۱۹۸۰ در نمایش‌های بسیاری ظاهر شد و به ستاره تئاتر دویچس در برلین شرقی تبدیل شد. او در سیاست فعال بود و در سخنرانی به یاد ماندنی در تظاهرات الکساندرپلاتز در ۴ نوامبر ۱۹۸۹، پیش از سقوط دیوار برلین، حکومت کمونیستی آلمان شرقی را محکوم کرد. پس از اتحاد آلمان، در فیلم‌ها، برنامه‌های تلویزیونی و تولیدات تئاتری بسیاری ظاهر شد. در آلمان، او به ویژه به خاطر نقش اصلی دکتر روبرت کولمار در سریال جنایی طولانی مدت "آخرین شاهد" (۱۹۹۸-۲۰۰۷) شناخته می‌شود.
پس از اتحاد مجدد آلمان، گفته می شود که موهه در پرونده استاسی خود شواهدی را کشف کرد که وی نه تنها توسط چهار بازیگر همکار خود در تئاتر برلین شرقی، بلکه همسر وی گرومن نیز تحت نظارت بوده است. به همین دلیل منتقدین سینمای آلمان، مهمترین نقش آفرینی وی ( فیلم زندگی دیگران) را برآمده از زندگی واقعی و زیست موهه میدانند. از فیلم‌هایی که وی در آن نقش داشته است، می‌توان به زندگی دیگران، زن و غریبه، ویدئوی بنی، قصر، بازی‌های مسخره و آمین. اشاره کرد.